# Inessa Christianowna Scharowa
Inessa Christianowna Scharowa (russisch Инесса Христиановна Шарова; * 28. Oktober 1931 in Moskau; † 22. Juni 2021) war eine sowjetische bzw. russische Entomologin und Hochschullehrerin.

## Leben
Das 1949 begonnene Studium am Moskauer Staatlichen Pädagogischen Institut (MGPI) schloss Scharowa 1953 als Lehrerin für Biologie und Chemie mit Auszeichnung ab. Unter der Leitung von Merkuri Giljarow und Konstantin Arnoldi führte sie bereits während des Studiums wissenschaftliche Untersuchungen durch. Sie nahm an Expeditionen des Instituts für Evolutionsmorphologie und -ökologie teil. Es folgte die Aspirantur am Lehrstuhl für Zoologie und Darwinismus des MGPI bei Merkuri Giljarow.
Ab 1956 arbeitete Scharowa am Lehrstuhl für Zoologie und Darwinismus des MGPI. Ihre Dissertation über den Nutzen und Schaden von Laufkäfer-Larven in der Landwirtschaft verteidigte sie 1958 mit Erfolg für die Promotion zur Kandidatin der biologischen Wissenschaften. Sie verteidigte 1974 ihre Doktor-Dissertation über die Lebensformen der Laufkäfer mit Erfolg für die Promotion zur Doktorin der biologischen Wissenschaften.
Scharowa lehrte weiter am MGPI und war von 1974 bis 1984 Dekanin der Biologie-Chemie-Fakultät des MGPI. Sie gründete die Laufkäfer-Wissenschaftler-Schule und gehörte zu den Gründern der russischen Boden-Zoologen-Schule. Sie schlug eine Klassifikation der Larvenlebensformen und der Laufkäfer-Imagines vor. Mit Oleg Kryschanowski initiierte sie drei allrussische Laufkäfer-Tagungen. Sie betreute 29 Kandidat-Dissertationen und 5 Doktor-Dissertationen.
Scharowa starb am 22. Juni 2021 und wurde auf dem Moskauer Nowodewitschi-Friedhof begraben.

## Ehrungen, Preise
- Medaille „Veteran der Arbeit“
- Verdiente Hochschullehrerin der Russischen Föderation (2003)
- Ehrenprofessorin der aus dem MGPI entstandenen Moskauer Pädagogischen Universität (2003)[3]